# Dekanat pionkowski
Dekanat pionkowski – jeden z 29 dekanatów w rzymskokatolickiej diecezji radomskiej. Składa się z następujących parafii:
- Parafia Miłosierdzia Bożego w Goździe
- Parafia św. Mikołaja i św. Małgorzaty w Jedlni
- Parafia św. Barbary w Pionkach
- Parafia Najświętszej Maryi Panny Królowej Polski w Pionkach
- Parafia św. Maksymiliana Kolbego w Pionkach
- Parafia św. Andrzeja Boboli w Słupicy
- Parafia św. Idziego w Suchej